# Popów k/Głowna (gromada)
Popów k/Głowna (alt. gromada Popów k. Głowna, Popów koło Głowna; Popów Lubiankowski) – dawna gromada, czyli najmniejsza jednostka podziału terytorialnego Polskiej Rzeczypospolitej Ludowej w latach 1954–1972.
Gromady, z gromadzkimi radami narodowymi (GRN) jako organami władzy najniższego stopnia na wsi, funkcjonowały od reformy reorganizującej administrację wiejską przeprowadzonej jesienią 1954 do momentu ich zniesienia z dniem 1 stycznia 1973, tym samym wypierając organizację gminną w latach 1954–1972.
Gromadę Popów k/Głowna siedzibą GRN w Popowie (k/Głowna; w obecnym brzmieniu Popów Głowieński) utworzono – jako jedną z 8759 gromad na obszarze Polski – w powiecie łowickim w woj. łódzkim, na mocy uchwały nr 33/54 WRN w Łodzi z dnia 4 października 1954. W skład jednostki weszły obszary dotychczasowych gromad Popów, Karnków, Władysławów, Miąsośnia, Antoniew Nowy i Popówek Włościański (z wyłączeniem PGR Glinnik) ze zniesionej gminy Antoniew oraz obszar dotychczasowej gromady Dąbrowa ze zniesionej gminy Bielawy w tymże powiecie. Dla gromady ustalono 16 członków gromadzkiej rady narodowej.
31 grudnia 1959 do gromady Popów koło Głowna przyłączono kolonie Helenów, Parcelka i Polesie ze znoszonej gromady Witów w powiecie łęczyckim (woj. łódzkie).
31 grudnia 1961 do gromady Popów k/Głowna przyłączono obszar zniesionej gromady Mąkolice.
Gromada przetrwała do końca 1972 roku, czyli do kolejnej reformy gminnej.
Uwaga: Nie mylić z gromadą Popów w powiecie łowickim.